# Estação Ferroviária de Vidigal
A Estação Ferroviária de Vidigal é uma interface encerrada da Linha de Vendas Novas, que servia a zona do Palácio do Vidigal, no concelho de Coruche, em Portugal.

## Descrição

### Vias de circulação e plataformas
Em Janeiro de 2011, dispunha de duas vias de circulação, com 615 e 576 metros de comprimento; só tinha uma plataforma, com 49 centímetros de altura, e 45 centímetros de altura.

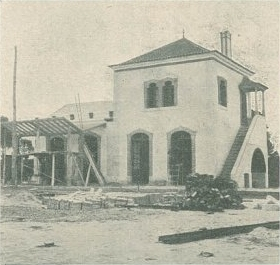
Construção da estação de Vidigal, em 1903.

## História
Em Agosto de 1902, já se tinha determinado quais as estações e apeadeiros a construir no projecto da Linha de Vendas Novas, tendo sido prevista a construção de um apeadeiro de Vidigal, cerca do quilómetro 67.
Em Agosto de 1903, a estação de Vidigal estava em obras, sendo uma das que estavam mais adiantadas no decorrer da construção da Linha. A linha foi inaugurada pela Companhia Real dos Caminhos de Ferro Portugueses, no dia 15 de Janeiro de 1904.